# مایلز ام.۲۰
میل ام. ۲۰ (به انگلیسی: Miles_M.20) یک هواگرد ملخ‌پیشین تک‌موتوره از نوع جنگنده سبک‌وزن ساخت شرکت Miles Aircraft است. هواگرد میل ام. ۲۰ نخستین پروازش را در ۱۵ سپتامبر ۱۹۴۰ میلادی انجام داد. در مجموع، تعداد 2 فروند از این هواگرد ساخته شده‌است.
طراح این هواگرد، Walter G. Capley بود.